# 怪變 (日本電視劇)
怪變（暫譯）（日語：ばけばけ）是NHK預計自2025年9月29日開始播出的第113部晨間小說連續劇，由大阪放送局（BK局）拍攝製作，由高石明里主演。

## 故事內容及簡介
本劇以明治時代歸化日本的希臘與愛爾蘭混血裔作家，時任東京大學英國文學系教授小泉八雲（原名派屈克·拉夫卡迪奧·赫恩）的妻子，松江藩家臣小泉家之次女，島根縣松江中學英語教師小泉節子的故事。也是繼2014年第91作晨間劇《阿政》之後，第二組異國婚姻夫婦的故事。

## 登場人物

### 主角
- 松野登紀（松野トキ）：高石明里（幼年期：福地美晴）

本劇主角。
- 萊夫卡達·赫文（レフカダ・ヘブン）：托米·巴斯托[3]

登紀的丈夫。

### 島根的人們

#### 松野家
- 松野司之介：岡部崇（日语：岡部たかし）[4]

登紀的父親。
- 松野富美（松野フミ）：池脇千鶴[4]

登紀的母親。
- 松野勘右衛門：小日向文世[4]

登紀的祖父。

#### 雨清水家
- 雨清水傳：堤真一[5]

登紀的親戚。
- 雨清水多江（雨清水タエ）：北川景子

登紀的親戚。
- 雨清水三之丞：板垣李光人[5]

雨清水家的三男。

#### 島根的其他人們
- 山根銀二郎：寬一郎[6]

登紀的相親對象。
- 野津佐和（野津サワ）：圓井灣（日语：円井わん）[6]

登紀的幼年玩伴。
- 奈美：佐藤穗奈美（日语：ほな・いこか）[6]

遊郭的遊女。
- 江藤安宗：佐野史郎[6]

島根縣知事。
- 錦織友一：吉澤亮[7]

給登紀夫婦帶來重大影響的松江中學的英語教師。角色原型為西田千太郎。

### 其他人物
- 伊萊莎·貝爾斯蘭德（イライザ・ベルズランド）：夏綠蒂·凱特·福克斯

赫文的同事。

## 製作團隊
- 編劇：藤木光彥（日语：ふじきみつ彦）
- 主題曲：HUMBERT HUMBERT
- 導演：村橋直樹、泉並敬真、松岡一史、小林直毅、小島東洋
- 製作人：田島彰洋、鈴木航、田中陽兒、川野秀昭
- 製作統籌：橋爪國臣

## 外部連結
| 日本 NHK 連續電視小說        | 日本 NHK 連續電視小說            | 日本 NHK 連續電視小說 |
| ---------------------------- | -------------------------------- | --------------------- |
|                              | 怪變 （2025年9月29日－）         |                       |
| 紅豆麵包 （2025年3月31日－） | 風，帶有香氣 （2026年4月預定－） |                       |